# Piliocolobus pennantii
Piliocolobus pennantii é uma espécie de primata da família Cercopithecidae. Sua distribuição geográfica é peculiarmente disjunta e tem sido considerada um problema biogeográfico, com uma população na ilha Bioko (Guiné Equatorial), uma segunda no delta do rio Níger no sul da Nigéria, e outra no centro-leste da República do Congo. É encontrando em florestas chuvosas e pantanosas. Está ameaçado de extinção principalmente por conda ta perda do habitat e caça, e uma subespécie, bouvieri, é listada como "criticamente em perigo", com a possibilidade de já estar extinta, já que não exitem registros confirmados há pelo menos 20 anos.